# Мужчиль, Виктор Степанович
Мужчи́ль Ви́ктор Степа́нович (р. 8 декабря 1947, Коркино, Челябинской области) — советский и украинский композитор, педагог. Заслуженный деятель искусств Украины (1999). Профессор.

## Биография
Родился в семье художника и виолончелистки.
В 1966 — окончил Белгородское музыкальное училище по классу Я. И. Авербуха.
В 1966-1967 — преподаватель ДМШ с. Вейделевка Белгородской области.
В 1969-1974 — преподаватель Белгородского музыкального училища им. С. А. Дегтярёва.
В 1979 — окончил Харьковский институт искусств по классу композиции В. Бибика.
В 1979-1982 — ответственный секретарь, в 2001-2002 — председатель Днепропетровской областной организации Союза композиторов Украины.
В 1982—1985 — дирижёр Днепропетровского областного Союза музыкальных ансамблей и дискотек.
С 1985 — педагог музыкальной школы в Павлограде Днепропетровской области.

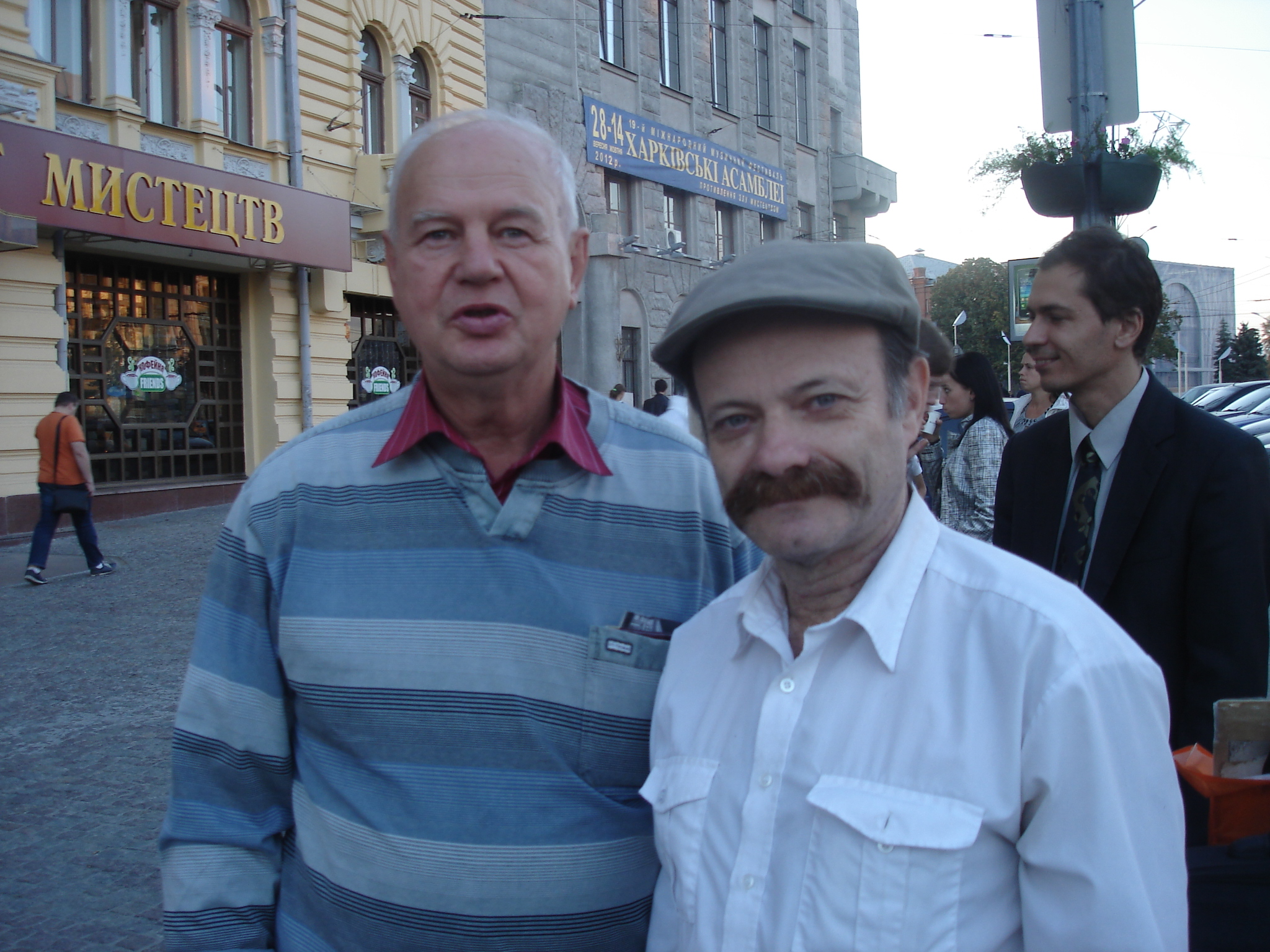
В.Мужчиль, Г.Ганзбург, А.Бондаренко (Харьков, 2012)

С 2001 — преподаёт в Харьковском институте искусств им. И. П. Котляревского (с 2007 — доцент, с 2010 — профессор кафедры композиции и инструментовки).
Кандидат искусствоведения (диссертация: «Акустическая структура инструментального звукообразования в музыке XX века: струнно-смычковая группа»).
В 2002—2015 — член Правления Национального союза композиторов Украины

## Звания, награды
- Лауреат Всесоюзного конкурса молодых композиторов (1978).
- Лауреат Премии им. Н. В. Лысенко (1992).
- Лауреат Премии им. Д. Яворницкого (1995).
- Заслуженный деятель искусств Украины (1999).
- Почётная грамота Национального союза композиторов Украины (2002, 2007).
- Лауреат муниципальной премии им. С. С. Богатырёва (2006).
- Почётная грамота Харьковской областной государственной администрации (2007).

### Призы
- «Лучший художественный фильм 2000 года».  «Золотая Афродита»  на 1 международном кинофоруме «Ялта-2000».
- «Лучший фильм года». «Золотая Нимфа». Пресс-ассамблея Союза журналистов, 2000 г.
- «За лучший украинско-российский фильм». «Белая ладья». Союз журналистов России.

## Произведения

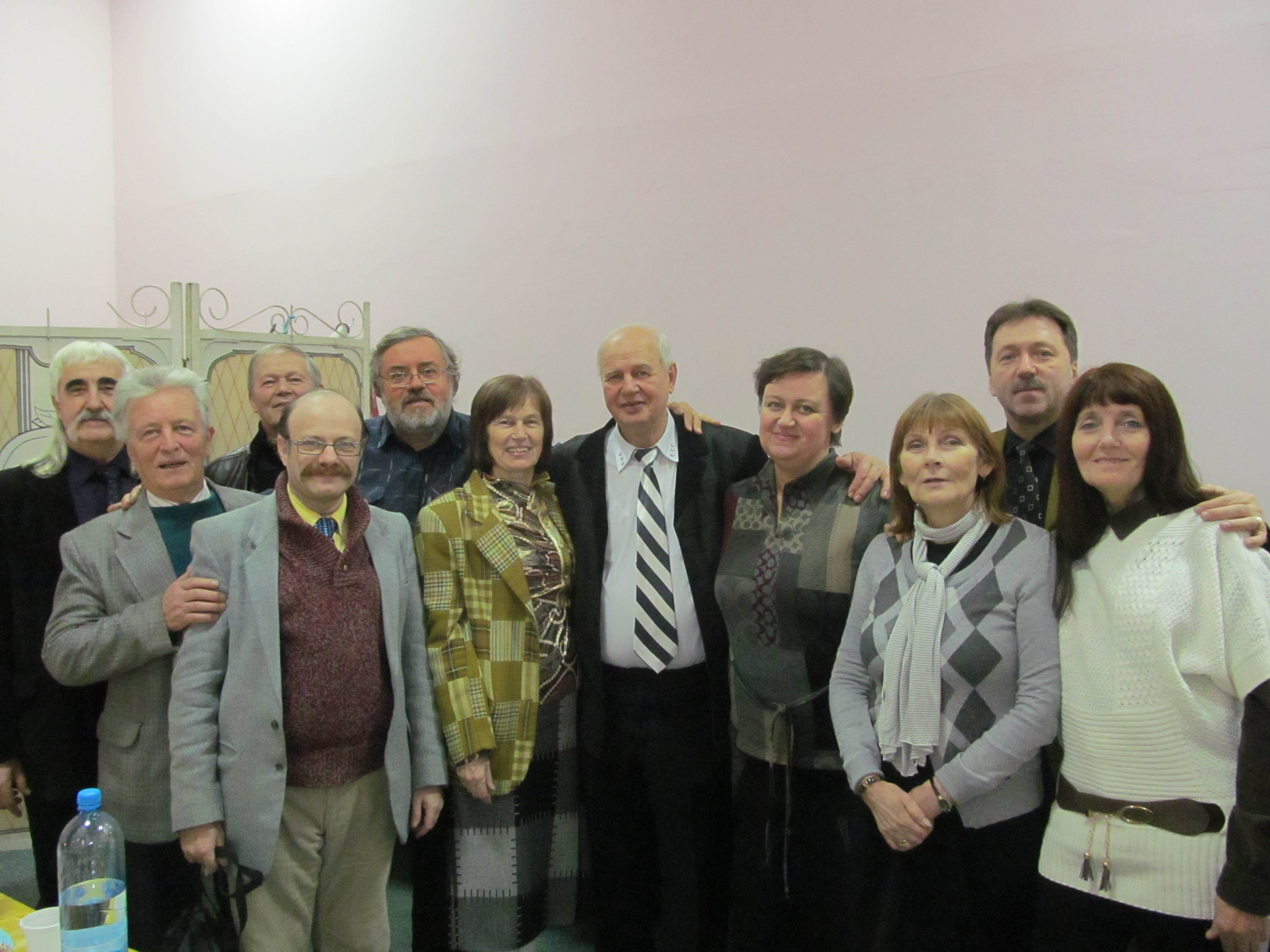
Юбилей В. Мужчиля в Харьковской филармонии

Оперы – «Песни любви» моноопера (ст. Ю.Саакяна, либ. В.Мужчиля, 1988), «Семейная идиллия» миниопера-фейлетон  (либр. Г.Гельфера, 1989);
Для симфонического оркестра – Симфония (1979), «Краски осени» симфоническая картина (1980), «Вперед, в новое тысячелетие!» вариации и тема (2000).
Вокально-симфонические – «Не будем равнодушными» монооратория (ст. О.Завгороднего, 1983), «Мой край» /Ода Украине/ (ст. А. Кравченко-Русива, 1991), «Глас вопиющего в пустыне» музыкально-духовная проповедь на канонические тексты и изречения святых отцов церкви, 1993), «Поклонение Святой Марии» на канонические тексты (2000), «Благовест Украине» фантазия на тему «Мелодии» М.Скорика (ст. В. Коржа, 2001).
Хоровые концерты, кантаты - «Сказание о правде и воле народной» – кантата на нар. тексты /частушки/ (1978), «Да святится имя Твое» – концерт-дума (сл. И. Драча, Т. Шаповаленко, А. Кравченка-Русива, О. Гончара, В.Мужчиля, 1990); «Возлюби ближнего твоего» духовный концерт для баса  и смешанного хора (1993).
Перформансы – «Черный квадрат»  космогония-перформанс для женского хора на абракадабру слов, слогов и созвучий автора музыки 1996), «Преодоление» перформанс  (ст. С. Щипачьова, сл. В. Мужчиля, 2000); «Пятое измерение» (ч. I «Буквы» звуковое эссе,  перформанс             (2004), «Perpetuum mobile» перформанс (2008).
Для смешанного хора с сопровождением – «Молнии прозрения» драматическая поэма для смешанного хора и ударных инструментов /памяти В.Стуса/ (ст. А.Кравческо-Русива, 1994), «Ave Maria»  на канонические тексты для сопрано, скрипки, фортепиано, смешанного хора и треугольника (2012).
Для смешанного хора без сопровождения - «Косив батько жито» поэма (ст. А. Кравченка-Русива, 1988), «Мой край /Ода Украине/» дума (ст. А. Кравченко-Русива, 1991), «Lacrimosa» (1991), «Вмирала річка» дума (ст. Т. Шаповаленко, 1992), «Мир тебе, земля!» (ст. Т. Шаповаленко, 1992), «Святый Боже» (1992),  «ТКЦ» (1996), «Ку-ку» (1996), «Прощай, XX век» инструм. пьеса (1996), «Щедрик» хоровая  притча (2007).
Для женского хора –   «Святый Боже» (1992),  «Молнии прозрения» драматическая поэма для женского хора и ударных инструментов /памяти В.Стуса/ (ст. А.Кравческо-Русива, 1994), « ТКЦ, 1996», «Ку-ку, 1996», «Прощай, XX век» инструм. пьеса, 1996). 
Вокальные - «In retro»  вок. цикл на ст. Ф. Тютчева, 1973–1982), «Абрисы» три пейзажные зарисовки на ст. эстонских поэтов, 1974), «Скажи мені», «Бабине літо» два романса на ст. А. Завгороднего, 1983), «Ave Maria» для сопрано, скрип., ф-но. и треугольника (2012).
Камерно-инструментальные – Струнный квартет (1975), «Жанровые эскизи» сюита для ф-п (1978), «Диптих» для  ф-п (1988), «Ноктюрн» для ф-п. (1990), 
Песни – «Слеза памяти», «Мама» на ст. Кравченко-Русива, «Колыбельная», «Мы просто немного устали» на ст. В.Кичигиной, «Песни отцов» на ст. В. Герасимова и др.
Музыка к  театральным постановкам:
- «Макбет» В. Шекспир (1986) – Дн-ский драм. театр им. М.Горького; 
- «Андрей-стрелец и Марья-голубка»  О. Колесников (1986) – Дн-ский. театр кукол; 
- «Диктатура совести» М. Шатров (1987– Дн-ский драм. театр им. М.Горького; 
- «Прыгающая принцеса»  С. Дворский (1987) – Дн-ский. театр кукол; 
- «Маугли» по пьесе Л. Стумбре и У. Берзиня по Р. Киплингу (1987) - Запорожский ТЮЗ, 
- «Ярослав Мудрый» И. Кочерга (1993) - Дн-ский муз-драм. театр им.Т.Шевченко;
- «Мазепа – гетьман Украины»  Б. Лепкий (1994) - Дн-ский муз-драм. театр им.Т.Шевченко;
- «Рожденый под знаком Скорпиона»  В. Савченка (1995) - Дн-ский муз-драм. театр им.Т.Шевченко.
Музыка к кинофильмам – «Потерянный рай» (2000), «Дикий табун» по романам В. Веретенникова, реж. В. Рожко (2002), «Невтомний світоч», видеофильм (2005).

### Печатные нотные издания
- Жанровые эскизы : сюита для фортепиано // Твори молодих композиторів України для фортепіано. Київ, 1980. Вип. 6. С. 37–47.
- «Adaratio Sanctae Mariae» // Хоровий клас: теорія, методика, практика : навч.-метод. посіб. для студ. вищ. навч. закл. / уклад. Казачинська-Савчук Г. М. Київ, 2012. С. 37–47.
- «Lacrimosa» для смешанного хора a cappella. Харьков : Print House, 2015. 8 с..
- «Perpetuum mobile» для смешанного хора a cappella. Харьков : Print House, 2015. 20 с.
- «Ave Maria» для сопрано, скрипки, фортепиано и треугольника. Харьков : Print House, 2015. 14 с.
- «Пятое измерение» (три звуковых эссе для смешанного хора, ч. 1. *«Буквы»). Харьков : Print House, 2015. 28 с.
- «Щедрик» Хоровая притча для смешанного хора. Харків : Print House, 2015. 24 с.
- «Вмирала річка» для смешанного хора a cappella. Харьков : Print House, 2017. 8 с.

## Научные публикации

### Книга
- Нетрадиційні прийоми гри в акустичній структурі інструментального звукодобування  (струнно-смичкова група) Навчальний посібник для вищих навчальних закладів культури і мистецтв III-IV рівнів акредитації  спеціальності 6.02.02.04 «Музичне мистецтво» / Харк. нац. ун-т мистецтв імені І. П. Котляревського ; автор-укладач В. С. Мужчиль. – Харків: Print House, 2015. – 140 с.

### Статьи
- Мужчиль В. Особливості виконання сучасної фортепіанної музики і її графічні символи // Науковий вісник. Національна музична академія України імені П.І.Чайковського, 2003. – № 29. – С. 218 – 243.
- Мужчиль В. Анатомія звуку: проблеми сучасної нотної графіки // Матеріали до українського мистецтвознавства. – Київ: НАН України, 2003. – № 3. – С. 65 – 72.
- Мужчиль В. Звукові (виконавські) і нотографічні особливості сучасної фортепіанної музики // Традиції та новації у вищій архітектурно-художній освіті. – Харків: Харківська Держ. Академія дизайну й мистецтв, 2003. – № 1-2. – С. 17 – 20.
- Мужчиль В. Розширення «географічного» простору фортепіано ХХ століття // Мистецтвознавчі записки. – Київ: Міністерство культури і мистецтв України, Державна академія керівних кадрів культури и мистецтв, 2003. – № 3. – С. 17 – 24.
- Мужчиль В. Модифікація параметрів звукоутворення в музиці ХХ ст. // Проблеми взаємодії мистецтва, педагогіки та теорії и практики освіти – Харківський національний університет мистецтв ім. І.П.Котляревського, 2012. – № 34.  – С. 202–211.
- Мужчиль В. Мобильность трехкомпонентной структуры инструментального источника звука в музыке XX века // Формування творчої особистості в інформаційному просторі сучасної культури : Матеріали IV Всеукр. наук.-практ. конф., 18-19 березня 2011 р. / ХССМШ-і; [відп. ред. Г.Б. Полтавцева]. – Харків, 2011. – С. 248-251.
- Мужчиль В. Акустическая структура звукообразования в инструментоведении и инструментовке // Традиції та новації у вищій архітектурно-художній освіті. – Харківська державна академія дизайну і мистецтв, 2015. – №4. – С. 74-79.
- Мужчиль В. С. Трансгрессия приемов игры на струнно-смычковых инструментах в музыке XX века // Вісник Харківської державної академії дизайну і мистецтв: зб.наук.праць / за ред. Даниленка В. Я. – Харків: ХДАДМ, 2015. – № 6. — С. 139-145.
- Мужчиль В. С. Феномен инструментального звукообразования в трудах по музыкальной акустике // Проблеми сучасності: мистецтво, культура, педагогіка: зб. наук. праць / Луган. держ. ін.-т культури і мистецтв / за заг. ред. В. Л. Філіппова. — Луганськ, 2014. — № 30. — С. 86-98.